# Je suis venue te dire que je m'en vais - Sheila live à l'Olympia 89
Ne doit pas être confondu avec Je suis venu te dire que je m'en vais.
Albums de Sheila
Tendances (album)
(1988) Le meilleur de Sheila
(1998)
Je suis venue te dire que je m'en vais - Sheila live à l'Olympia 89 est un album live et video de Sheila correspondant au spectacle Je suis venue te dire que je m'en vais, enregistré à l'Olympia et sorti en 1989.
Pochette ouvrante contenant à l'intérieur la dédicace suivante mise en exergue : « La vie, n'est pas un long fleuve tranquille, mais il faut savoir que Bouddha commença sa carrière enseignante par ces paroles : Ouvertes sont les portes de l'immortalité, à qui a des oreilles pour entendre. Ayez foi ! »
Sheila.

## Liste des titres
1. Vous les copains
2. Sheila
3. Première surprise-partie
4. L'heure de la sortie
5. L'école est finie
6. Ecoute ce disque/Put your hand on my shoulder
7. Bang bang
8. Comme aujourd'hui
9. Just a gigolo
10. Monsieur Vincent
11. L'écuyère
12. Je suis comme toi
13. Le dieu de murphy
14. Pour te retrouver
15. Emmenez-moi
16. Partir
17. Le tam-tam du vent
18. Spacer
19. Glori gloria
20. Je suis venue te dire que je m'en vais

## Crédits

### Le spectacle

#### Musiciens et autres artistes
- Chef d'orchestre : Yann Benoist
- Guitare 1 : Yann Benoist
- Guitare 2 : Max Pol Delvaux
- Guitare basse : Léonard Raponi
- Percussions : Sophie Walter
- Batterie : Stéphane Ianora
- Claviers 1 : Thierry Tamain
- Claviers 2 : Michel Amsellem
- Chœurs : Bénédicte Lecroart
- Danseurs : Jamie Costa

#### Production du spectacle
- Titre : Je suis venue te dire que je m'en vais
- Représentations du 3 octobre au 15 octobre 1989 à l'Olympia à Paris.
- Mise en scène : Yves Martin
- Direction musicale : Yann Benoist
- Chorégraphie : Jamie Costa
- Costumes :
- Décors :
- Lumières :
- Régisseur du spectacle :
- Producteur du spectacle : Jean-Claude Camus

### L’album
- Réalisation : Yann Benoist
- Enregistrement : Pier Alessandri
- Mixage : Dominique Blanc-Francard
- Gravure : Dominique Blanc-Francard

## Production
- Édition originale de l'album :
  - double 33 tours / LP Stéréo  Polygram 842 201.1 sorti en 1989
  - Cassette audio  Polygram 842 201.4 sortie en 1989
  - CD  Polygram 842 201.2, date de sortie : 1989.

- Réédition de l'album :
  - CD  Warner Music 1151627 en 2006.
  - CD  Warner 0190295794019, inclus dans Le Coffret essentiel Vol. 2 (Les Années New Chance). date de sortie : 2017.

- Photographies et conception de la pochette : Christophe Mourthé

## Autour du spectacle
- Ce spectacle a été filmé par Guy Job en octobre 1989 et la vidéo intitulée Je suis venue te dire que je m'en vais - Sheila live à l'Olympia est parue en novembre 1989 sous deux formats :
  - K7 VHS PMV Polygram Music Vidéo 081716.3
  - CDV PMV Polygram Music Vidéo 081716.1

- Il a été réédité en avril 2006 sous le format suivant :
  - DVD Warner Music 825646322220